# Kullar, Nurhak
Kullar là một thị trấn thuộc huyện Nurhak, tỉnh Kahramanmaraş, Thổ Nhĩ Kỳ. Dân số thời điểm năm 2010 là 2.716 người.